# Rally di Catalogna 2019
Il Rally di Catalogna 2019, ufficialmente denominato 55º Rally RACC Catalunya - Rally de España, è stata la tredicesima prova del campionato del mondo rally 2019 nonché la cinquantacinquesima edizione del Rally di Catalogna e la ventisettesima con valenza mondiale. La manifestazione si è svolta dal 25 al 27 ottobre sulle strade che attraversano le colline della Costa Daurada in Catalogna, provincia situata nel nord-est della Spagna, con sede a Salou ed è stato l'unico rally della stagione a corrersi su un fondo misto asfalto/terra; la prima frazione si svolse infatti prevalentemente su terra mentre le successive due interamente su asfalto.
La gara è stata vinta dal belga Thierry Neuville, navigato dal connazionale Nicolas Gilsoul, al volante di una Hyundai i20 Coupe WRC della scuderia Hyundai Shell Mobis WRT, davanti alla coppia estone formata da Ott Tänak e Martin Järveoja, su Toyota Yaris WRC della scuderia Toyota Gazoo Racing WRT, e a quella spagnola composta da Dani Sordo e Carlos del Barrio, compagni di squadra dei vincitori.

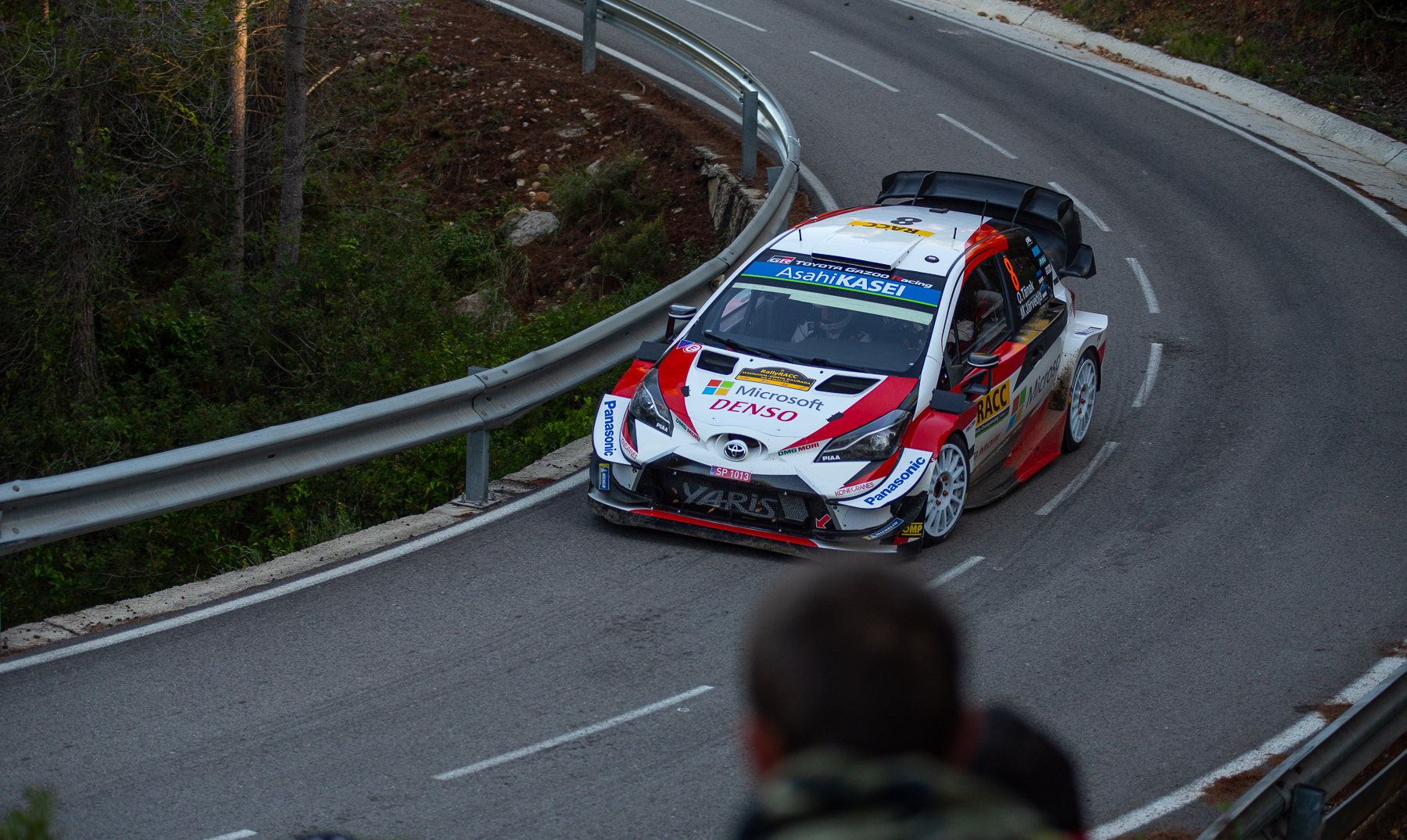
Ott Tänak e Martin Järveoja, laureatisi matematicamente campioni del mondo grazie al secondo posto ottenuto in Catalogna

Con questo piazzamento Tänak e Järveoja si sono laureati campioni del mondo piloti e copiloti 2019 con una gara di anticipo, iscrivendo per la prima volta nell'albo d'oro dei campioni un equipaggio estone e riportando la propria nazione sul podio finale di stagione a distanza di 15 anni, quando fu Markko Märtin nel 2004 a chiudere l'annata iridata al terzo posto. Il titolo costruttori 2019 si sarebbe dovuto giocare nell'ultima gara, il Rally d'Australia, ma l'appuntamento venne annullato pochi giorni prima del suo inizio per via dell'emergenza incendi che ha funestato i territori settentrionali del Nuovo Galles del Sud, dove si sarebbe dovuto svolgere il rally, pertanto esso è stato conquistato dalla scuderia sudcoreana Hyundai Motorsport, in testa dopo il termine della gara catalana, la quale iscrisse quindi per la prima volta il suo nome nell'albo d'oro costruttori del mondiale rally.

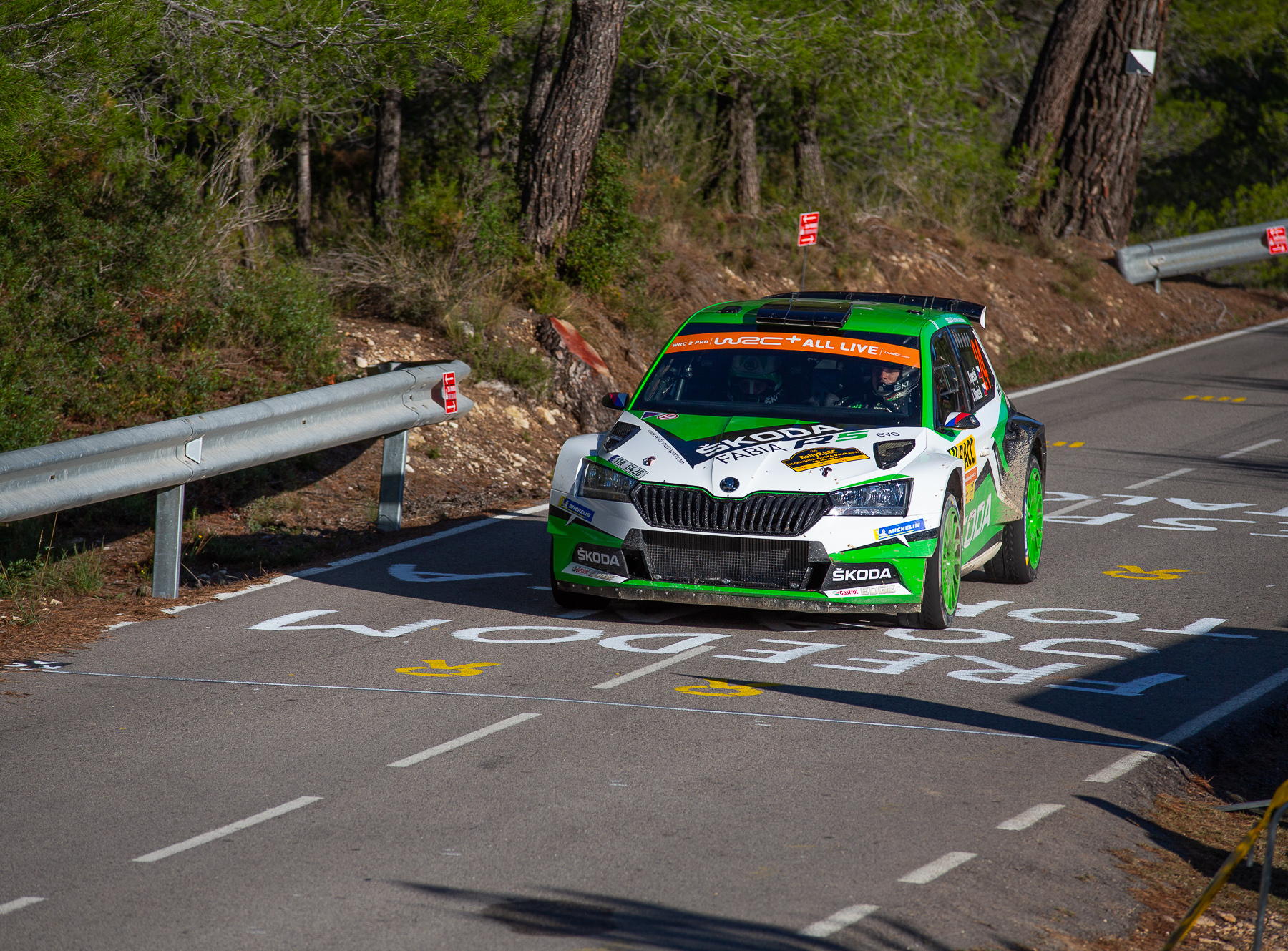
Jan Kopecký con la Škoda Fabia R5 del team Škoda Motorsport, aggiudicatasi il titolo costruttori nel campionato WRC-2 Pro con una gara di anticipo

I norvegesi Mads Østberg e Torstein Eriksen, su Citroën C3 R5 della squadra Citroën Total WRT, hanno invece conquistato la vittoria nella categoria WRC-2 Pro, mentre il primo titolo mondiale costruttori di categoria è stato conquistato dalla scuderia Škoda Motorsport con ancora una gara da disputare. Gli allori di classe piloti e copiloti erano invece già stati vinti da Kalle Rovanperä e Jonne Halttunen nell'appuntamento precedente in Galles.
La classe WRC-2 è invece stata vinta dai francesi Eric Camilli e Benjamin Veillas, anch'essi alla guida di una Citroën C3 R5.. Anche i titoli mondiali piloti e copiloti WRC-2 si sarebbero dovuti decidere in Australia ma stante l'annullamento della gara, essi andarono ai francesi Pierre-Louis Loubet e Vincent Landais su Škoda Fabia R5, in testa alla classifica dopo l'appuntamento spagnolo.

## Risultati

### Classifica
| Pos.      | Nº       | Pilota               | Co-pilota            | Auto                   | Squadra                 | Classe          | Tempo     | Distacco | Punti    |
| Generale  | Generale | Generale             | Generale             | Generale               | Generale                | Generale        | Generale  | Generale | Generale |
| --------- | -------- | -------------------- | -------------------- | ---------------------- | ----------------------- | --------------- | --------- | -------- | -------- |
| 1.        | 11       | Thierry Neuville     | Nicolas Gilsoul      | Hyundai i20 Coupe WRC  | Hyundai Shell Mobis WRT | WRC             | 3h07'39"6 |          | 28       |
| 2.        | 8        | Ott Tänak            | Martin Järveoja      | Toyota Yaris WRC       | Toyota Gazoo Racing WRT | WRC             | 3h07'56"8 | +17"2    | 23       |
| 3.        | 6        | Dani Sordo           | Carlos del Barrio    | Hyundai i20 Coupe WRC  | Hyundai Shell Mobis WRT | WRC             | 3h07'57"2 | +17"6    | 17       |
| 4.        | 19       | Sébastien Loeb       | Daniel Elena         | Hyundai i20 Coupe WRC  | Hyundai Shell Mobis WRT | WRC             | 3h08'33"5 | +53"9    | 12       |
| 5.        | 10       | Jari-Matti Latvala   | Miikka Anttila       | Toyota Yaris WRC       | Toyota Gazoo Racing WRT | WRC             | 3h08'39"8 | +1'00"2  | 10       |
| 6.        | 33       | Elfyn Evans          | Scott Martin         | Ford Fiesta WRC        | M-Sport Ford WRT        | WRC             | 3h08'53"8 | +1'14"2  | 12       |
| 7.        | 3        | Teemu Suninen        | Jarmo Lehtinen       | Ford Fiesta WRC        | M-Sport Ford WRT        | WRC             | 3h09'27"2 | +1'47"6  | 6        |
| 8.        | 1        | Sébastien Ogier      | Julien Ingrassia     | Citroën C3 WRC         | Citroën Total WRT       | WRC             | 3h12'00"1 | +4'20"5  | 4        |
| 9.        | 23       | Mads Østberg         | Torstein Eriksen     | Citroën C3 R5          | Citroën Total           | RC2 / WRC-2 Pro | 3h16'04"2 | +8'24"6  | 2        |
| 10.       | 56       | Eric Camilli         | Benjamin Veillas     | Citroën C3 R5          | -                       | RC2 / WRC-2     | 3h16'26"8 | +8'47"2  | 1        |
| WRC-2 Pro |          |                      |                      |                        |                         |                 |           |          |          |
| 1. (9.)   | 23       | Mads Østberg         | Torstein Eriksen     | Citroën C3 R5          | Citroën Total           | RC2 / WRC-2 Pro | 3h16'04"2 |          | 25       |
| 2. (11.)  | 24       | Jan Kopecký          | Jan Hloušek          | Škoda Fabia R5 Evo     | Škoda Motorsport        | RC2 / WRC-2 Pro | 3h16'58"9 | +54"7    | 18       |
| 3. (12.)  | 21       | Kalle Rovanperä      | Jonne Halttunen      | Škoda Fabia R5 Evo     | Škoda Motorsport        | RC2 / WRC-2 Pro | 3h17'33"3 | +1'29"1  | 15       |
| 4. (15.)  | 22       | Gus Greensmith       | Elliott Edmondson    | Ford Fiesta R5 MK2     | M-Sport Ford WRT        | RC2 / WRC-2 Pro | 3h19'23"7 | +3'19"5  | 12       |
| WRC-2     |          |                      |                      |                        |                         |                 |           |          |          |
| 1. (10.)  | 56       | Eric Camilli         | Benjamin Veillas     | Citroën C3 R5          | -                       | RC2 / WRC-2     | 3h16'26"8 |          | 25       |
| 2. (13.)  | 53       | Emil Lindholm        | Mikael Korhonen      | Volkswagen Polo GTI R5 | -                       | RC2 / WRC-2     | 3h18'07"5 | +1'40"7  | 18       |
| 3. (14.)  | 43       | Kajetan Kajetanowicz | Maciej Szczepaniak   | Volkswagen Polo GTI R5 | -                       | RC2 / WRC-2     | 3h18'23"3 | +1'56"5  | 15       |
| 4. (16.)  | 47       | Ole Christian Veiby  | Jonas Andersson      | Volkswagen Polo GTI R5 | -                       | RC2 / WRC-2     | 3h19'37"1 | +3'10"3  | 12       |
| 5. (17.)  | 41       | Pierre-Louis Loubet  | Vincent Landais      | Škoda Fabia R5 Evo     | -                       | RC2 / WRC-2     | 3h20'09"4 | +3'42"6  | 10       |
| 6. (18.)  | 46       | Fabio Andolfi        | Emanuele Inglesi     | Škoda Fabia R5         | -                       | RC2 / WRC-2     | 3h20'20"1 | +3'53"3  | 8        |
| 7. (19.)  | 58       | José Antonio Suárez  | Alberto Iglesias Pin | Škoda Fabia R5         | -                       | RC2 / WRC-2     | 3h20'21"5 | +3'54"7  | 6        |
| 8. (20.)  | 54       | Guillaume de Mevius  | Martijn Wydaeghe     | Citroën C3 R5          | -                       | RC2 / WRC-2     | 3h22'50"2 | +6'23"4  | 4        |
| 9. (21.)  | 57       | Nil Solans           | Marc Martí           | Volkswagen Polo GTI R5 | -                       | RC2 / WRC-2     | 3h24'07"9 | +7'41"1  | 2        |
| 10. (22.) | 59       | Jan Solans           | Mauro Barreiro       | Ford Fiesta R5 MK2     | -                       | RC2 / WRC-2     | 3h24'24"9 | +7'58"1  | 1        |

| Principali ritiri | Principali ritiri | Principali ritiri | Principali ritiri | Principali ritiri | Principali ritiri | Principali ritiri | Principali ritiri | Principali ritiri |
| PS                | Nº                | Pilota            | Copilota          | Auto              | Squadra           | Classe            | Causa             | Pos.              |
| ----------------- | ----------------- | ----------------- | ----------------- | ----------------- | ----------------- | ----------------- | ----------------- | ----------------- |
| PS 5              | 4                 | Esapekka Lappi    | Janne Ferm        | Citroën C3 WRC    | Citroën Total WRT | WRC               | Motore            | 7º                |

Legenda
| Icona     | Note                                                                                 |
| --------- | ------------------------------------------------------------------------------------ |
| WRC       | Equipaggio di classe WRC che può conquistare punti per il campionato costruttori     |
| WRC       | Equipaggio di classe WRC che non può conquistare punti per il campionato costruttori |
| WRC-2 Pro | Equipaggio registrato al campionato WRC-2 Pro                                        |
| WRC-2     | Equipaggio registrato al campionato WRC-2                                            |
| JWRC      | Equipaggio registrato al campionato Junior WRC                                       |
|           | Ulteriori classificazioni                                                            |

### Prove speciali
| Frazione                                 | Prova | Ora   | Nome                                          | Lunghezza | Vincitori                        | Tempo   | Velocità media | Leader del rally                 |
| ---------------------------------------- | ----- | ----- | --------------------------------------------- | --------- | -------------------------------- | ------- | -------------- | -------------------------------- |
| Frazione 1 (25 Ott) (sterrato e asfalto) | PS1   | 09:23 | Gandesa 1 (sterrato)                          | 7,00 km   | Sébastien Ogier Julien Ingrassia | 4'16"8  | 98,13 km/h     | Sébastien Ogier Julien Ingrassia |
| Frazione 1 (25 Ott) (sterrato e asfalto) | PS2   | 10:03 | Horta-Bot 1 (sterrato)                        | 19,00 km  | Thierry Neuville Nicolas Gilsoul | 10'18"5 | 110,59 km/h    | Thierry Neuville Nicolas Gilsoul |
| Frazione 1 (25 Ott) (sterrato e asfalto) | PS3   | 11:13 | La Fatarella - Vilalba 1 (sterrato e asfalto) | 38,85 km  | Sébastien Loeb Daniel Elena      | 26'30"9 | 87,91 km/h     | Dani Sordo Carlos del Barrio     |
| Frazione 1 (25 Ott) (sterrato e asfalto) | PS4   | 15:26 | Gandesa 2 (sterrato)                          | 7,00 km   | Dani Sordo Carlos del Barrio     | 4'12"0  | 100,00 km/h    | Dani Sordo Carlos del Barrio     |
| Frazione 1 (25 Ott) (sterrato e asfalto) | PS5   | 16:06 | Horta-Bot 2 (sterrato)                        | 19,00 km  | Sébastien Loeb Daniel Elena      | 10'01"5 | 113,72 km/h    | Dani Sordo Carlos del Barrio     |
| Frazione 1 (25 Ott) (sterrato e asfalto) | PS6   | 17:16 | La Fatarella - Vilalba 2 (sterrato e asfalto) | 38,85 km  | Sébastien Loeb Daniel Elena      | 25'46"8 | 90,42 km/h     | Sébastien Loeb Daniel Elena      |
|                                          |       |       |                                               |           |                                  |         |                |                                  |
| Frazione 2 (26 Ott) (asfalto)            | PS7   | 09:00 | Savallà 1                                     | 14,08 km  | Thierry Neuville Nicolas Gilsoul | 7'25"9  | 113,68 km/h    | Thierry Neuville Nicolas Gilsoul |
| Frazione 2 (26 Ott) (asfalto)            | PS8   | 09:41 | Querol 1                                      | 21,26 km  | Thierry Neuville Nicolas Gilsoul | 10'52"4 | 117,31 km/h    | Thierry Neuville Nicolas Gilsoul |
| Frazione 2 (26 Ott) (asfalto)            | PS9   | 10:38 | El Montmell 1                                 | 24,40 km  | Ott Tänak Martin Järveoja        | 12'16"2 | 119,32 km/h    | Thierry Neuville Nicolas Gilsoul |
| Frazione 2 (26 Ott) (asfalto)            | PS10  | 14:01 | Savallà 2                                     | 14,08 km  | Ott Tänak Martin Järveoja        | 7'25"2  | 113,85 km/h    | Thierry Neuville Nicolas Gilsoul |
| Frazione 2 (26 Ott) (asfalto)            | PS11  | 14:42 | Querol 2                                      | 21,26 km  | Ott Tänak Martin Järveoja        | 10'55"6 | 116,74 km/h    | Thierry Neuville Nicolas Gilsoul |
| Frazione 2 (26 Ott) (asfalto)            | PS12  | 15:38 | El Montmell 2                                 | 24,40 km  | Ott Tänak Martin Järveoja        | 12'12"7 | 119,89 km/h    | Thierry Neuville Nicolas Gilsoul |
| Frazione 2 (26 Ott) (asfalto)            | PS13  | 17:30 | Salou                                         | 2,24 km   | Thierry Neuville Nicolas Gilsoul | 2'35"7  | 51,79 km/h     | Thierry Neuville Nicolas Gilsoul |
|                                          |       |       |                                               |           |                                  |         |                | Thierry Neuville Nicolas Gilsoul |
| Frazione 3 (27 Ott) (asfalto)            | PS14  | 07:41 | Riudecanyes 1                                 | 16,35 km  | Thierry Neuville Nicolas Gilsoul | 10'13"5 | 95,94 km/h     | Thierry Neuville Nicolas Gilsoul |
| Frazione 3 (27 Ott) (asfalto)            | PS15  | 08:38 | La Mussara 1                                  | 20,72 km  | Dani Sordo Carlos del Barrio     | 10'58"5 | 113,28 km/h    | Thierry Neuville Nicolas Gilsoul |
| Frazione 3 (27 Ott) (asfalto)            | PS16  | 10:54 | Riudecanyes 2                                 | 16,35 km  | Dani Sordo Carlos del Barrio     | 10'11"4 | 96,27 km/h     | Thierry Neuville Nicolas Gilsoul |
| Frazione 3 (27 Ott) (asfalto)            | PS17  | 12:18 | La Mussara 2 (power stage)                    | 20,72 km  | Ott Tänak Martin Järveoja        | 10'49"6 | 114,82 km/h    | Thierry Neuville Nicolas Gilsoul |

### Power stage
PS17: La Mussara 2 di 20,72 km, disputatasi domenica 27 ottobre 2019 alle ore 12:18 (UTC+2).
| Pos. | No. | Pilota           | Co-pilota         | Auto                  | Classe | Tempo   | Distacco | Velocità media | Punti |
| ---- | --- | ---------------- | ----------------- | --------------------- | ------ | ------- | -------- | -------------- | ----- |
| 1    | 8   | Ott Tänak        | Martin Järveoja   | Toyota Yaris WRC      | WRC    | 10'49"6 |          | 114,82 km/h    | 5     |
| 2    | 33  | Elfyn Evans      | Scott Martin      | Ford Fiesta WRC       | WRC    | 10'53"2 | +3"6     | 114,18 km/h    | 4     |
| 3    | 11  | Thierry Neuville | Nicolas Gilsoul   | Hyundai i20 Coupe WRC | WRC    | 10'53"4 | +3"8     | 114,16 km/h    | 3     |
| 4    | 6   | Dani Sordo       | Carlos del Barrio | Hyundai i20 Coupe WRC | WRC    | 10'55"8 | +6"2     | 113,74 km/h    | 2     |
| 5    | 1   | Sébastien Ogier  | Julien Ingrassia  | Citroën C3 WRC        | WRC    | 10'56"0 | +6"4     | 113,69 km/h    | 1     |

## Classifiche mondiali
Classifica piloti
| Pos. | Pos. | Pilota                  | Punti |
| ---- | ---- | ----------------------- | ----- |
| 1    |      | Ott Tänak               | 263   |
| 2    | 1    | Thierry Neuville        | 227   |
| 3    | 1    | Sébastien Ogier         | 217   |
| 4    |      | Andreas Mikkelsen       | 102   |
| 5    | 1    | Elfyn Evans             | 102   |
| 6    | 1    | Kris Meeke              | 98    |
| 7    |      | Jari-Matti Latvala      | 94    |
| 8    | 2    | Dani Sordo              | 89    |
| 9    |      | Teemu Suninen           | 89    |
| 10   | 2    | Esapekka Lappi          | 83    |
| 11   |      | Sébastien Loeb          | 51    |
| 12   |      | Kalle Rovanperä         | 18    |
| 13   |      | Pontus Tidemand         | 12    |
| 14   |      | Craig Breen             | 10    |
| 15   |      | Gus Greensmith          | 9     |
| 16   |      | Benito Guerra           | 8     |
| 17   |      | Marco Bulacia Wilkinson | 6     |
| 18   | 2    | Mads Østberg            | 6     |
| 19   | 1    | Jan Kopecký             | 5     |
| 20   | 1    | Yoann Bonato            | 4     |
| 21   |      | Pierre-Louis Loubet     | 2     |
| 22   |      | Ole Christian Veiby     | 2     |
| 23   |      | Stéphane Sarrazin       | 2     |
| 24   |      | Nikolaj Grjazin         | 1     |
| 25   |      | Takamoto Katsuta        | 1     |
| 26   | N    | Eric Camilli            | 1     |
| 27   | 1    | Emil Bergkvist          | 1     |
| 28   | 1    | Adrien Fourmaux         | 1     |
| 29   | 1    | Pedro Heller            | 1     |
| 30   | 1    | Janne Tuohino           | 1     |
| 30   | 1    | Ricardo Triviño         | 1     |
| 30   | 1    | Petter Solberg          | 1     |

Classifica copiloti
| Pos. | Pos. | Co-pilota              | Punti |
| ---- | ---- | ---------------------- | ----- |
| 1    |      | Martin Järveoja        | 263   |
| 2    | 1    | Nicolas Gilsoul        | 227   |
| 3    | 1    | Julien Ingrassia       | 217   |
| 4    |      | Anders Jæger           | 102   |
| 5    | 1    | Scott Martin           | 102   |
| 6    | 1    | Sebastian Marshall     | 98    |
| 7    |      | Miikka Anttila         | 94    |
| 8    | 1    | Carlos del Barrio      | 89    |
| 9    | 1    | Janne Ferm             | 83    |
| 10   | 2    | Daniel Elena           | 51    |
| 11   |      | Jarmo Lehtinen         | 45    |
| 12   | 2    | Marko Salminen         | 44    |
| 13   |      | Jonne Halttunen        | 18    |
| 14   |      | Ola Fløene             | 12    |
| 15   |      | Paul Nagle             | 10    |
| 16   |      | Elliott Edmondson      | 9     |
| 17   |      | Jaime Zapata           | 8     |
| 18   |      | Fabian Cretu           | 6     |
| 19   | 2    | Torstein Eriksen       | 6     |
| 20   | 1    | Pavel Dresler          | 5     |
| 21   | 1    | Benjamin Boulloud      | 4     |
| 22   |      | Vincent Landais        | 2     |
| 23   |      | Jonas Andersson        | 2     |
| 24   |      | Jacques-Julien Renucci | 2     |
| 25   |      | Marc Martí             | 2     |
| 26   |      | Jaroslav Fëdorov       | 1     |
| 27   |      | Daniel Barritt         | 1     |
| 28   | N    | Benjamin Veillas       | 1     |
| 29   | 1    | Patrik Barth           | 1     |
| 30   | 1    | Renaud Jamoul          | 1     |
| 31   | 1    | Mikko Markkula         | 1     |
| 31   | 1    | Phil Mills             | 1     |

Classifica costruttori WRC
| Pos. | Pos. | Squadra                 | Punti |
| ---- | ---- | ----------------------- | ----- |
| 1    |      | Hyundai Shell Mobis WRT | 380   |
| 2    |      | Toyota Gazoo Racing WRT | 362   |
| 3    |      | Citroën Total WRT       | 284   |
| 4    |      | M-Sport Ford WRT        | 218   |